# Saint-Paul-en-Forêt
Saint-Paul-en-Forêt è un comune francese di 1 658 abitanti situato nel dipartimento del Var della regione della Provenza-Alpi-Costa Azzurra.

## Società

### Evoluzione demografica
Abitanti censiti